# Le Capital
Le Capital è un film del 2012 diretto da Costa-Gavras.